# گارمر
گارمر یا گارم (به انگلیسی: Garmr یا Garm) یکی از موجودات افسانه‌ای در اسطوره‌شناسی اسکاندیناوی است. گارمر گرگ یا سگی است که با هل ملکه قلمرو هل‌هایم و رگناروک مرتبط است و به عنوان نگهبان خون‌آلود دروازه هل توصیف می‌شود. اطلاعات کمی در مورد او وجود دارد، زیرا اشارات به او پراکنده و مبهم است. به ندرت در منابع باقی‌مانده نورس باستان مطالبی وجود دارد که بتوان یک ایده کلی در مورد نوع موجودی که در عصر وایکینگ‌ها تصور می‌شد به دست آورد.

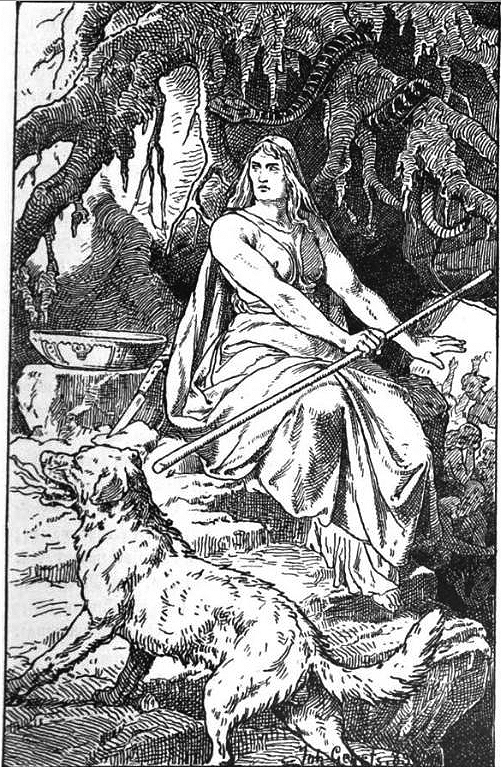
هل، موجود ماده، عصایی در دست دارد، و در کنار آن سگ شکاری گارمر است که هر دو آن‌ها بالای یک صخره‌اند. اثر یوهانس گرتس (۱۸۸۹)

## ریشه‌شناسی نام
نام اسکاندیناوی قدیم گارمر به معنی: کهنه یا پارچه (به انگلیسی: rag) تفسیر شده و ریشه‌شناسی نام هنوز نامشخص است. بروس لینکلن گارمر و سربروس سگی در اسطوره‌شناسی یونانی را گرد هم می‌آورد و هر دو نام را به یک زبان نیاهندواروپایی ربط می‌دهد و ریشه ger را به معنای غر غر کردن تفسیر کرده است. با این حال، دانیل اوگدن خاطرنشان می‌کند که این تحلیل در واقع مستلزم آن است که سربروس و گارمر از دو ریشه هندواروپایی متفاوت مشتق شوند. (gher و ger به ترتیب)، و به این نظر بین این دو اسم رابطه‌ای برقرار نمی‌کند.

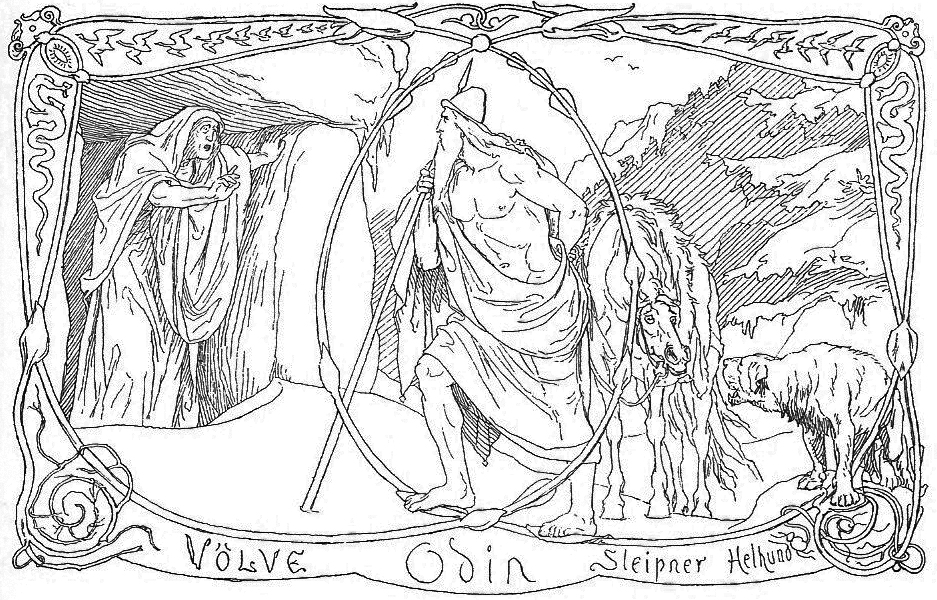
اودین و اسبش اسلیپنیر با یک ولوا ناشناس در هل‌هایم ملاقات می‌کنند که در شعر بالدرز دراما (به معنی: رویاهای بالدر) در ادای منظوم توصیف شده است. اسلیپنیر و گارمر که در تصویر با عنوان «سگ شکاری هل» نوشته شده به یکدیگر خیره شده‌اند.

## در فرهنگ عامه
گارم در هر دو بازی ویدئویی هل‌بلید: فداکاری سنوئا در سال ۲۰۱۷ و خدای جنگ: رگناروک در سال ۲۰۲۲ به عنوان باس فایت ظاهر می‌شود.